# Chalautre-la-Grande
Chalautre-la-Grande település Franciaországban, Seine-et-Marne megyében. Lakosainak száma 657 fő (2022. január 1.). Chalautre-la-Grande Le Mériot, Saint-Nicolas-la-Chapelle, La Saulsotte, Sourdun, Beauchery-Saint-Martin és Léchelle községekkel határos.

## Népesség
A település népességének változása:
| Lakosok száma | 715  | 725  | 724  | 703  | 692  | 685  | 678  | 671  | 657  |
|               | 2013 | 2015 | 2016 | 2017 | 2018 | 2019 | 2020 | 2021 | 2022 |